# Pero scotica
Pero scotica là một loài bướm đêm trong họ Geometridae.